# Tricalysia fangana
Tricalysia fangana är en måreväxtart som först beskrevs av Nicolas Hallé, och fick sitt nu gällande namn av Elmar Robbrecht. Tricalysia fangana ingår i släktet Tricalysia och familjen måreväxter. Inga underarter finns listade i Catalogue of Life.